# Kornmühle Tüddern
Die Kornmühle Tüddern ist eine ehemals am Rodebach gelegene Wassermühle mit einem unterschlächtigen Wasserrad in Selfkant, einer ländlichen Gemeinde im nordrhein-westfälischen Kreis Heinsberg.

## Geographie
Die Kornmühle Tüddern hat ihren Standort auf der rechten Bachseite in der Sittarder Straße 1–3, im Ortsteil Tüddern in der Gemeinde Selfkant. Das Gelände auf dem das Mühlengebäude steht, hat eine Höhe von ca. 41 m über NN. Nachbarmühlen sind oberhalb die Vollmühle Tüddern sowie unterhalb die Millener Mühlen.

## Gewässer
Der Rodebach versorgte bis in das letzte Jahrhundert vierzehn Mühlen mit Wasser. Der Bach beginnt an einem Rückhaltebecken in der Nähe von Siepenbusch in der Stadt Übach-Palenberg in einer Höhe von 105 m über NN. Bis zur Mündung in die Geleenbeek bei Oud-Roosteren in den Niederlanden hat der Rodebach eine Länge von 28,9 km. Die Mündungshöhe beträgt 29 m über NN. Die Pflege und Unterhaltung des Rodebachs und seiner Nebenbäche unterliegt den jeweiligen, anliegenden Städten und Gemeinden. → Siehe auch Rodebach.

## Geschichte
Die Kornmühle Tüddern stammt der Überlieferung nach aus dem Jahre 1654 und war dem untergegangenen Haus Blumenthal zugeordnet. Bis 1830 war sie eine reine Getreidemühle, dann erhielt sie neben ihren beiden Mahlgängen eine Ölpresse. Das unterschlächtige Wasserrad erlaubte jedoch nur eine Nutzung im Wechselwerk. Um die Jahrhundertwende vom 19. zum 20. Jahrhundert waren beide Tüdderner Mühlen im Besitz der Müllerfamilie Brandts. 1944 wurde der Mahlbetrieb wegen des herannahenden Krieges eingestellt. Nach den Kriegswirren entstand aus der Mühle ein Wohnhaus. An der Giebelwand steht heute noch in eisernen Buchstaben „Zur Alten Mühle“.

## Galerie

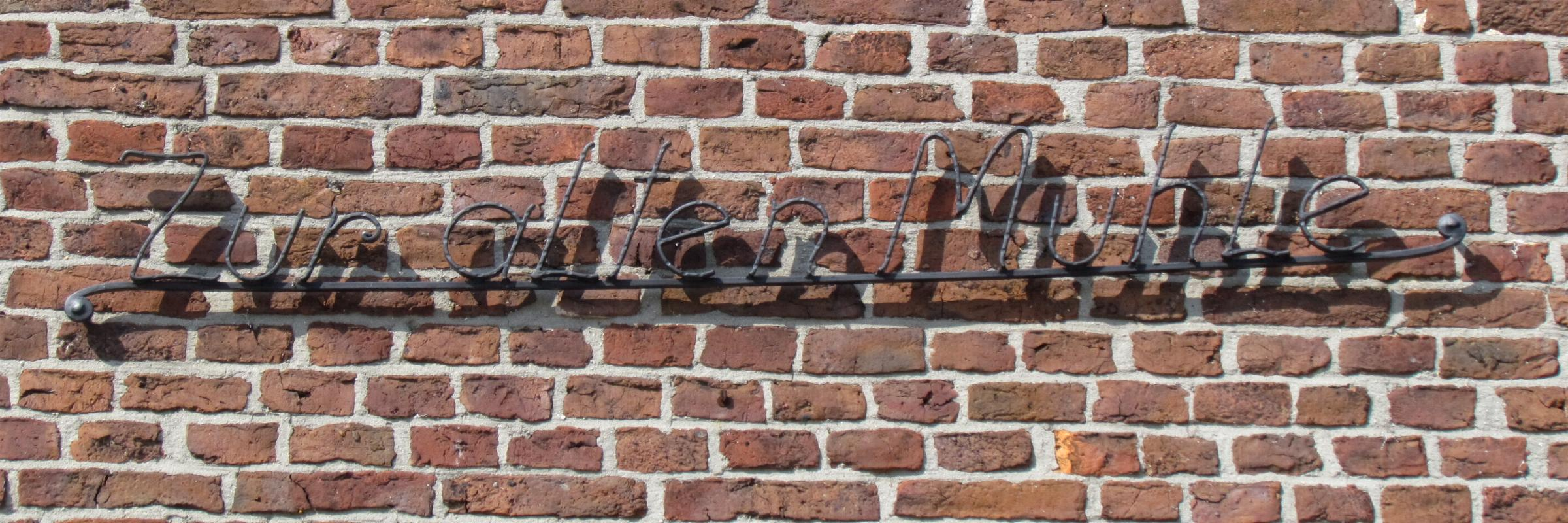
„Zur Alten Mühle“
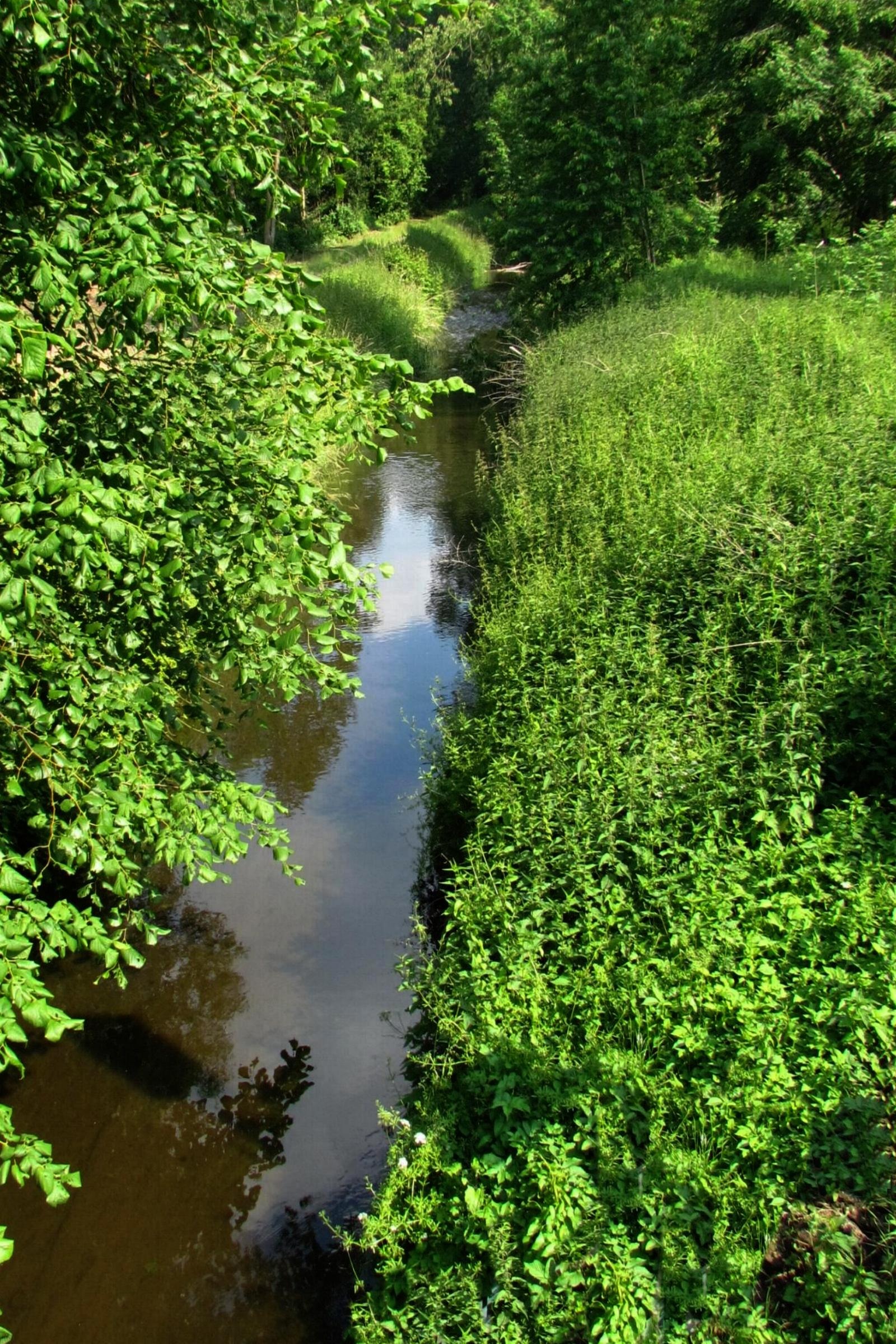
Rodebach in der Nähe der Kornmühle
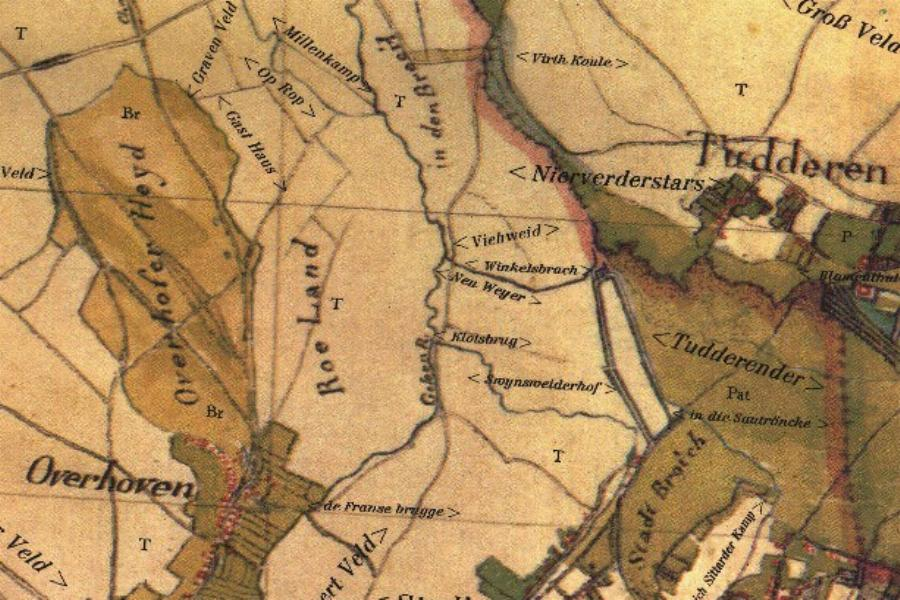
Tranchotkarte 1804/05